# María Guinand
María Guinand, född 1953 i Caracas, Venezuela, är en venezuelansk dirigent.
Guinand är utbildad i Bristol och avlade en Master of Arts 1982. Sedan dess har hon arbetat med stor framgång som körledare, administratör och inspiratör inom det internationella körlivet.
Hon är dirigent för och grundade Cantoria Alberto Grau sedan 1976. Hon var biträdande dirigent under Alberto Grau i Schola Cantorum de Caracas 1976-1992 och är sedan 1992 dess förste dirigent. Hon leder också Coral de la Fundación Empresas Polar sedan 1992.
Hon har med sina körer gjort omfattande utlandsturnéer och vunnit många priser i internationella körtävlingar. Hennes CD-produktion omfattar över 40 utgåvor.
María Guinand tillhör den internationella körorganisationen IFCM:s Advisory board.